# Bessedino (Kursk)
Bessedino – auch als Besedino transkribiert – (russisch Беседино) ist ein Dorf (selo) in der Oblast Kursk in Russland. Es gehört zum Rajon Kursk und ist Sitz der Landgemeinde (selskoje posselenije) Bessedinski selsowjet.

## Geographie
Der Ort liegt etwa 20 km Luftlinie östlich vom Zentrum des Oblast-Verwaltungssitzes Kursk im südwestlichen Teil der Mittelrussischen Platte, 105 km von der Grenze zwischen Russland und der Ukraine am Fluss Rat, einem rechten Nebenfluss des Seim.

### Klima
Das Klima im Ort ist wie im Rest des Rajons kalt und gemäßigt. Es gibt während des Jahres eine erhebliche Niederschlagsmenge. Die Klassifikation des Klimas nach Köppen und Geiger lautet Dfb.
|                       | Jan  | Feb  | Mär  | Apr | Mai  | Jun  | Jul  | Aug  | Sep  | Okt  | Nov  | Dez  |   |     |
| Mittl. Tagesmax. (°C) | −4,3 | −3,3 | 2,6  | 13  | 19,4 | 22,7 | 25,4 | 24,7 | 18,2 | 10,5 | 3,2  | −1,3 | ⌀ | 11  |
| Mittl. Tagesmin. (°C) | −8,9 | −9   | −5,1 | 2,6 | 9    | 12,9 | 15,8 | 14,8 | 9,6  | 3,8  | −1,3 | −5,5 | ⌀ | 3,3 |
|                       |      |      |      |     |      |      |      |      |      |      |      |      |   |     |
| Niederschlag (mm)     | 51   | 44   | 46   | 50  | 60   | 69   | 72   | 55   | 60   | 59   | 46   | 49   | Σ | 661 |
|                       |      |      |      |     |      |      |      |      |      |      |      |      |   |     |
| Regentage (d)         | 8    | 8    | 8    | 7   | 8    | 8    | 9    | 6    | 7    | 7    | 7    | 9    | Σ | 92  |

| −8,9 |

| −9 |

| −5,1 |

| 2,6 |

| 9 |

| 12,9 |

| 15,8 |

| 14,8 |

| 9,6 |

| 3,8 |

| −1,3 |

| −5,5 |

| −8,9 |

| −9 |

| −5,1 |

| 2,6 |

| 9 |

| 12,9 |

| 15,8 |

| 14,8 |

| 9,6 |

| 3,8 |

| −1,3 |

| −5,5 |

## Bevölkerungsentwicklung
| Jahr | Einwohner |
| ---- | --------- |
| 1939 | 900       |
| 1959 | ▲988      |
| 2002 | ▲1158     |
| 2010 | ▼1154     |

Anmerkung: Volkszählungsdaten

## Verkehr
Bessedino liegt an der Fernstraße föderaler Bedeutung R-298 (Kursk – Woronesch – R22 Kaspi; ein Teil der Europastraße E38), an der Straße regionaler Bedeutung 38K-014 (R-298 – Polewaja) und an der Straße interkommunaler Bedeutung 38N-259 (R-298 – Belomestnoje – Kuwschinnoje).
Die nächste Eisenbahnhaltestelle liegt in Polewaja/Polevaya (Eisenbahnstrecke Kljukwa – Belgorod), über Landstraßen 13 km entfernt im Südosten. Wesentlich mehr Verbindungen bietet jedoch der Hauptbahnhof von Kursk, der über die Fernstraße 21 km Fahrt in westliche Richtung erfordert. Die in Luftlinie mit nur 8,5 km Entfernung am nächsten gelegene Bahnstation Saplawa (Zaplava) im südlich gelegenen Shumakowski ist mangels Brücken über den Seim von Bessedino aus nur über erhebliche Umwege zu erreichen. 
Der Ort liegt 117 km vom internationalen Flughafen von Belgorod entfernt.

## Deutscher Soldatenfriedhof

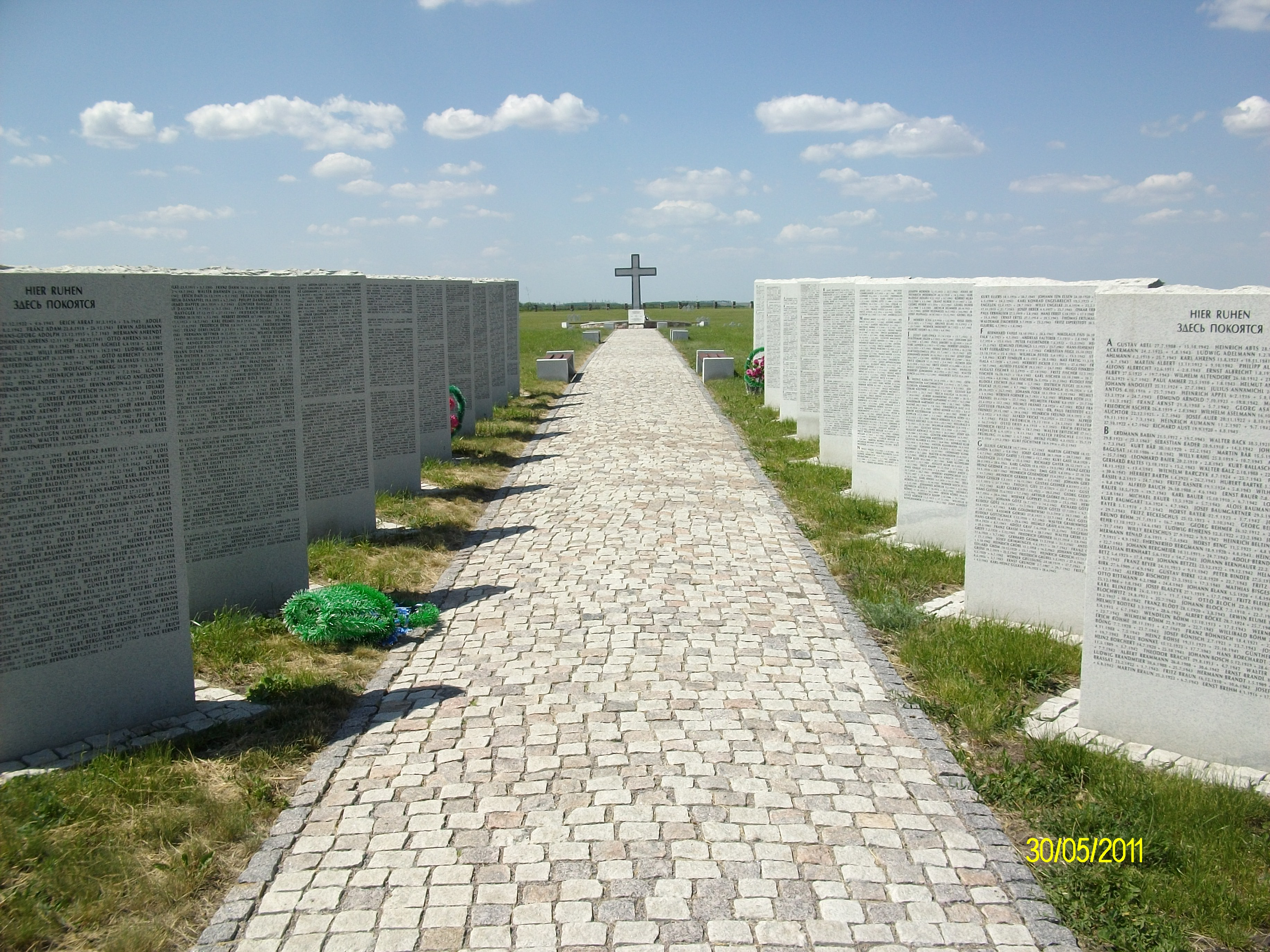

Nach Inkrafttreten des deutsch-russischen Kriegsgräberabkommens im Jahr 1992 errichtete der Volksbund Deutsche Kriegsgräberfürsorge in Kursk-Bessedino einen etwa 40 Hektar großen Sammelfriedhof, in den von 2005 bis 2018 über 50.000 Tote umgebettet wurden, hauptsächlich Gefallene aus dem Unternehmen Zitadelle vom Juli 1943, die auch als Schlacht im Kursker Bogen bekannt wurde. Die Gefallenen stammen sowohl aus der Region Kursk als auch aus der Region Orel, auf die sich besagte Schlacht ebenfalls erstreckte. Der Friedhof liegt an der Fernstraße R-298, vom Ortsausgang Bessedinos knapp 1 km entfernt in Richtung Osten.